# Ratpenat de nas tubular de l'illa Negros
El ratpenat de nas tubular de l'illa Negros (Nyctimene rabori) és una espècie de ratpenat pertanyent a la família Pteropodidae, que fou descobert per a la ciència l'any 1984.

## Descripció
- Fa 142 mm de llargària total, amb una cua de 25 mm, orelles de 20 mm, avantbraços de 76 mm i una envergadura alar de 55 cm.
- Les femelles són de color marró daurat clar o beix, mentre que els mascles presenten una coloració marró xocolata fosca.
- Orificis nasals tubulars de 6 mm de llarg i separats l'un de l'altre.
- Tots dos sexes tenen una franja fosca que s'estén des dels muscles fins a la cua i taques clares a les orelles i les ales.[3][4]

## Reproducció
Les femelles donen a llum una cria cada any entre l'abril i el maig. Les femelles joves esdevenen prenyades al voltant dels 7-8 mesos d'edat i pareixen el seu primer cadell 4 o 5 mesos més tard. En canvi, els mascles arriben a la maduresa sexual una mica més tard que les femelles (al voltant d'un any d'edat). La lactància dura entre 3 i 4 mesos.

## Alimentació
És probable que mengi fruites i, potser també, insectes. Hom creu que és un dispersor de llavors dels arbres fruiters i que ajuda a controlar les poblacions de plagues d'insectes.

## Hàbitat
Viu a les capçades de les zones forestals de clima tropical.

## Distribució geogràfica
És un endemisme de les illes Filipines: Negros (la subpoblació més nombrosa), Cebú i Sibuyan.

## Costums
Dorm al bosc (mai en coves), poques vegades vola lluny del seu lloc habitual i gairebé mai s'aventura en terres d'ús agrícola.

## Estat de conservació
Les activitats humanes (principalment, la desforestació i la tala il·legal) han causat la pèrdua de bona part de l'hàbitat forestal d'aquesta espècie i això ha provocat que d'ençà de la dècada de 1950 la seva població hagi minvat dràsticament. Avui en dia, hom creu que no n'hi ha més de 2.500 exemplars i cap subpoblació depassa els 250 individus.